# Benet Argeric
Benet Argeric (Biosca, Solsonès, 1697 – Montserrat, Bages, 25 de març de 1764) fou abat de Montserrat (1753–1757 i 1761–1764).
Abans havia estat abat de Sant Benet de Bages (1745–1749). Fou el responsable d'una bona part de la construcció de l'edifici de la mongia del monestir (1755–1766). El 1758 va escriure un Compendio historial de Montserrat. Autor d'una biografia sobre Josep de Sant Benet Relación de la vida y virtudes de fray Joseph de San Benito, del qual publicà les obres. En l'elogi fúnebre que li fou fet consta que va predir la destrucció del monestir esdevinguda entre els anys 1811–1812 per les tropes de Napoleó.
Fou succeït per Antoni de Burgués.